# William Edward de Winton
William Edward de Winton (ur. 6 września 1856 – zm. 30 sierpnia 1922) – brytyjski zoolog. Odbywał liczne podróże i odkrył wiele wcześniej nieopisanych gatunków chomikowatych (Cricetidae). Jego kolekcja zdjęć z Afryki Wschodniej, z końca lat 90. XIX wieku, jest przechowywana w Muzeum Historii Naturalnej w Londynie.